# Yêu nữ thích hàng hiệu (phim)
Yêu nữ thích hàng hiệu (tựa gốc: The Devil Wears Prada) là một bộ phim chính kịch hài hước của Mỹ, được sản xuất vào năm 2006, dựa trên cuốn tiểu thuyết cùng tên được phát hành vào năm 2003 của nhà văn Lauren Weisberger. Bộ phim kể về câu chuyện của Andrea Sachs, do Anne Hathaway thủ vai, khi cô vừa tốt nghiệp đại học và được nhận vào làm đồng trợ lý tại Thành phố New York cho một nữ biên tập viên thời trang đầy quyền lực, Miranda Priestly, do Meryl Streep thủ vai. Bên cạnh cô, còn có Emily Charlton, do Emily Blunt thủ vai, là trợ lý chính thức của Miranda; và Nigel, Stanley Tucci, là chủ nhiệm nghệ thuật của tòa soạn. Adrian Grenier, Simon Baker và Tracie Thoms cũng có góp mặt ở những vai phụ chủ chốt trong phim. Bộ phim này được sản xuất và đạo diễn lần lượt bởi Wendy Finerman và David Frankel và được phát hành chính thức thông qua hãng phim 20th Century Fox.
Cho dù bộ phim này được lấy bối cảnh từ giới thời trang, nhưng hầu hết các nhà thiết kế hay những cái tên nổi bật của làng thời trang lúc bấy giờ đều tránh việc xuất hiện trong phim, do lo sợ làm phật ý đến Anna Wintour, nữ biên tập viên nổi tiếng của Vogue, người được dư luận tin là nguồn cảm hứng cho nhân vật Priestly trong phim. Dù vậy, nhiều người trong số họ đóng góp nhiều bộ trang phục và phụ kiện thời trang cho bộ phim này, khiến nó trở thành bộ phim có phần đầu tư vào trang phục đắt giá nhất trong lịch sử. Wintour sau cùng phá bỏ những hoài nghi trước đây của nhiều người, khi chia sẻ rằng bà thích cả diễn xuất của Streep lẫn bộ phim này.
Phần diễn xuất của Streep trong phim nhận được sự tán dương từ giới chuyên môn và đem về cho bà nhiều đề cử và giải thưởng danh giá, có bao gồm kỷ lục với lần đề cử thứ 14 của bà tại giải thưởng Oscar, cũng như việc giành chiến thắng tại Giải Quả cầu vàng dành cho "Nữ diễn viên phim ca nhạc hoặc phim hài xuất sắc nhất" tại mùa giải lần thứ 64. Sự góp mặt của Blunt và phần sản xuất của phim cũng được đánh giá cao và được đề cử tại các giải thưởng lớn nhỏ.
Bộ phim cũng được đón nhận nồng hậu bởi dư luận và từ giới truyền thông, khi bất ngờ đạt được thành công trên các phòng vé vào mùa hè năm đó tại Bắc Mỹ, sau đó tiếp tục là bộ phim dẫn đầu tại thị trường quốc tế trong hầu hết tháng 10. Lần phát hành với định dạng DVD của bộ phim này cũng đạt vị trí đầu bảng trong suốt tháng 12 cùng năm. Bộ phim sau cùng lọt vào "Danh sách 20 phim xuất sắc nhất năm 2006" của không chỉ tại Hoa Kỳ mà còn ở các quốc gia khác, với tổng doanh thu đạt hơn 300 triệu đôla Mỹ, chủ yếu là từ nguồn thu quốc tế.

## Nội dung phim
Andrea "Andy" Sachs (Anne Hathaway) là một nhà báo trẻ và nhiệt huyết vừa tốt nghiệp từ trường Đại học Northwestern. Cho dù luôn đùa cợt trước sự nông cạn của nền công nghiệp thời trang, cô lại nhận được một công việc mà "hàng triệu cô gái phải khao khát" – trở thành trợ lý cá nhân cho Miranda Priestly (Meryl Streep), một nữ tổng biên tập viên khó tính và lạnh lùng tại một tòa soạn cho tạp chí thời trang danh tiếng mang tên Runway. Andy dự định phải chịu đựng với cách đối đãi có phần bẽ mặt và kỳ lạ của Miranda trong vòng một năm tới, mong rằng cô sẽ nhận được việc của một nhà báo hay của một cây viết lách ở một nơi khác trong một thời gian ngắn.
Lúc đầu, Andy bỡ ngỡ với công việc mới và không thể hòa nhập được cùng với những cô cộng sự nhiều chuyện và hiểu biết về lĩnh vực thời trang tại đó, đặc biệt là cô trợ lý chính thức của Miranda, Emily Charlton (Emily Blunt). Dù vậy, cùng với sự giúp đỡ của Nigel (Stanley Tucci), chủ nhiệm nghệ thuật chính của tòa soạn, khi ông nhiều lần khuyên giải và cho cô mượn những bộ cánh đắt tiền của ông, cô cũng hiểu được trách nhiệm và bắt đầu ăn mặc một cách hợp thời hơn, nhằm chứng tỏ quyết tâm gắn bó với công việc. Cô cũng gặp một gã nhà văn quyến rũ tên là Christian Thompson (Simon Baker), người đưa ra đề nghị được giúp đỡ cô trong công việc. Khi cô dành nhiều thời gian cho công việc hơn, cô lại càng có ít thời gian gặp gỡ và gặp nhiều rắc rối với những người bạn từ thời đại học của mình cùng anh chàng bạn trai Nate (Adrian Grenier), một đầu bếp đang làm việc cật lực trên nấc thang sự nghiệp của mình.
Miranda sau đó bị Andy làm cho thuyết phục, sau nhiều lần hoàn thành xuất sắc công việc được giao và sự thay đổi về tác phong làm việc. Một ngày nọ, Miranda ngỏ lời mời cô đi thay mặt Emily, cùng bà đến Paris để tham dự tuần lễ thời trang quan trọng tại đó. Andy ban đầu một mực từ chối phải tước đi ước vọng bấy lâu của Emily, nhưng cô bị Miranda ép phải nhận lời vì tương lai công việc. Trong khi Andy đang cố gắng nói với Emily về chuyện này, cô gặp phải một tai nạn giao thông nhỏ, khiến Andy buộc phải nói thật với cô trong bệnh viện. Andy sau đó cũng chia tay với bạn trai, sau khi anh biết được việc đi Paris của cô và cho rằng cô đã đánh mất con người trước đây mà anh từng có tình cảm.
Trong lúc Andy đến Paris, Nigel tiết lộ với cô về việc ông sẽ nhận một công việc mới, nơi ông được tự do sáng tạo cùng với một ngôi sao thời trang đang nổi, James Holt (Daniel Sunjata) tại một tòa soạn khác mà Miranda đề nghị với ông. Sau đó, Miranda cũng chia sẻ về tình trạng tồi tệ của cuộc hôn nhân của bà lúc bấy giờ với Andy. Tiếp đến, Andy cuối cùng cũng gục ngã trước vẻ quyến rũ của gã nhà văn Christian và sau khi qua đêm cùng gã, Andy biết được về kế hoạch xóa sổ Miranda trên chiếc ghế tổng biên tập của Runway bằng chính kẻ thù của bà, Jacqueline Follet (Stephanie Szostak). Andy sau đó cố gắng cảnh báo cho Miranda biết, nhưng kế hoạch không thành.
Vào buổi tiệc trưa hôm đó, Miranda thông báo Jacqueline rời Runway để chuyển qua một tòa soạn mới cùng Holt, chứ không phải là Nigel, khiến ông tuy thất vọng nhưng vẫn tin là Miranda sẽ "trả công" lại cho ông sau. Sau đó, trong chuyến xe đi đến buổi trình diễn thời trang, Miranda giải thích cho Andy đã biết trước kế hoạch xóa sổ và phải để mất Nigel chỉ để giữ công việc này lại cho bà. Bà cũng tỏ ra hài lòng bởi hành động trung thành của Andy khi cố gắng cảnh báo bà và tiết lộ thấy mình ở đâu đó trong con người của Andy. Andy sau đó từ chối và cho rằng cô không bao giờ làm như vậy với bất kỳ ai, Miranda trả lời chính cô từng thực hiện điều đó khi "vượt mặt" Emily để có được cơ hội đến Paris. Khi họ dừng lại, Andy bước ra ngoài xe và ném chiếc điện thoại của cô xuống một đài phun nước tại Quảng trường Concorde, bỏ Miranda và Runway lại phía sau.
Sau cùng, Andy trở lại New York và làm lành với Nate, khi anh đang làm việc tại một nhà hàng nổi tiếng tại Boston. Cô cũng đi phỏng vấn xin việc tại một tòa soạn báo khác và cô được biết rằng chính Miranda nói với người phỏng vấn rằng ông ta "sẽ rất ngu ngốc nếu không tuyển cô ta". Trong cảnh cuối phim, Andy đang rảo bước trên đường khi đang gọi cho Emily tại văn phòng của Miranda, ngỏ lời muốn để lại cho cô ta những bộ trang phục mà Andy nhận được từ chuyến đi Paris, điều khiến Emily đồng ý và mỉm cười. Sau đó, Andy vô tình nhìn thấy Miranda khi đang chuẩn bị bước vào xe ở bên kia đường. Họ nhìn nhau và Miranda nở một nụ cười khi đang ở trong xe. Bà nhìn về phía tài xế và ra lệnh cho anh chạy đi.

## Dàn diễn viên
- Anne Hathaway trong vai Andrea "Andy" Sachs: một cô gái vừa tốt nghiệp từ trường Đại học Northwestern và là một nhà báo đầy tâm huyết và cho dù không có hiểu biết về thời trang, cô vẫn được tuyển làm trợ lý cá nhân cho nữ biên tập viên đầy quyền lực của tạp chí Runway, Miranda Priestly.
- Meryl Streep trong vai Miranda Priestly: nữ tổng biên tập của tạp chí Runway. Bà khiến các nhân viên của mình cùng nhiều người khác trong làng thời trang phải khiếp sợ và uy quyền tới mức có thể loại bỏ một buổi chụp ảnh có trị giá 300.000 đô-la Mỹ và để nhà thiết kế đó phải làm lại toàn bộ thiết kế chỉ với một cái bĩu môi. Dù vậy, bà rất quan tâm đến hai đứa con gái sinh đôi của mình.
- Emily Blunt trong vai Emily Charlton: cô trợ lý chính thức kiêu căng của Miranda, người luôn bỏ qua những lời thô tục và xúc phạm của cấp trên mình chỉ để được tham gia cùng bà ta đến Paris trong Tuần lễ thời trang tại đó.
- Stanley Tucci trong vai Nigel: người chủ nhiệm nghệ thuật của tòa soạn tạp chí Runway và là người duy nhất tại đó mà Andrea cảm thấy có thể tin tưởng được, cho dù đôi lúc ông phê bình đến quần áo và chiều cao của cô.
- Simon Baker trong vai Christian Thompson: một nhà văn mà Andrea cảm thấy vô cùng quyến rũ, đặc biệt vì có lần gã ra tay giúp cô hoàn thành công việc mà Miranda giao cho cô.
- Adrian Grenier trong vai Nate Cooper: bạn trai của Andrea, cũng đang là một đầu bếp tại một nhà hàng Manhattan. Cả hai chia tay trong khi Andrea quá chú tâm vào công việc, mà sau đó họ làm lành trở lại.
- Tracie Thoms trong vai Lily: cô bạn thân của Andrea, người đang làm chủ một phòng triển lãm tranh.
- Rich Sommer trong vai Doug: một người bạn thân từ thời đại học của Andrea, Nate và Lily. Anh đang làm việc trong một nhóm nghiên cứu và phân tích và cũng tỏ ra hiểu biết về thời trang, tạp chí Runway và về chính Miranda Priestly.
- Daniel Sunjata trong vai James Holt: một người sắp trở thành nhà thiết kế tài năng.
- David Marshall Grant trong vai Richard Sachs: bố của Andrea.
- Tibor Feldman trong vai Irv Ravitz: Chủ tịch của Elias-Clarke (phiên bản hư cấu của Conde-Nast), hãng công ty phát hành nên tạp chí Runway.
- Rebecca Mader trong vai Jocelyn
- Gisele Bündchen trong vai Serena: Biên tập viên tại Runway và là bạn thân của Emily.
- Alyssa Sutherland trong vai Biên tập viên tại Runway
- Ines Rivero trong vai Biên tập viên trong thang máy
- Stephanie Szostak trong vai Jacqueline Follet

### Những sự xuất hiện khác
- Valentino Garavani
- Giancarlo Giammetti
- Carlos de Souza
- Charlene Shorto
- Bridget Hall
- Lauren Weisberger
- Robert Verdi
- Heidi Klum
- Ivanka Trump

## Sản xuất
Đạo diễn David Frankel và nhà sản xuất Wendy Finerman ban đầu đọc The Devil Wears Prada ở phiên bản sách gốc. Bộ phim đánh dấu sự xuất hiện lần thứ hai của Frankel trong vai trò đạo diễn và là lần đầu tiên của ông trong hơn một thập kỷ. Sự tham gia của chính ông, nhà quay phim Florian Ballhaus và nhà thiết kế trang phục Patricia Field trong bộ phim này phải chịu ảnh hưởng nặng nề từ bộ phim Sex and the City mà họ từng cộng tác trước đây.

### Tiền sản xuất

#### Ghi hình

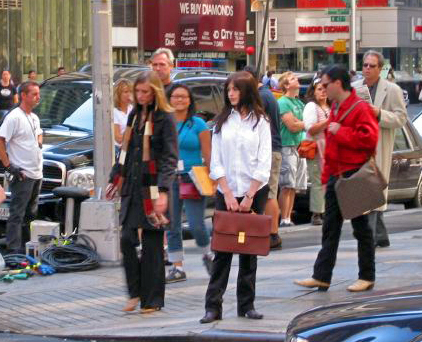
Hathaway trong một cảnh quay tại Midtown Manhattan.

Việc ghi hình diễn ra trong hơn 57 ngày tại New York và Paris từ tháng 10 đến tháng 12 năm 2005. Kinh phí của bộ phim đã đạt đến con số 35 triệu đôla Mỹ.
Ballhaus, theo lời đề nghị của Finerman và Frankel, cố gắng quay nhiều cảnh nhất có thể, bất kể là nội cảnh hay ngoại cảnh, để lấy được vài cảnh có phông nền là đường phố đông đúc của New York, nhằm truyền tải sự hứng thú khi làm việc tại một nơi trung tâm công nghiệp hào nhoáng như New York. Anh cũng dùng cả máy quay cầm tay trong vài cảnh ghi hình cuộc họp bận rộn của Miranda, nhằm cho thấy sự trôi chảy và mạch lạc, cũng như cảnh sử dụng hiệu ứng chuyển động chậm khi Andrea bước vào văn phòng với những bộ trang phục khác nhau theo từng ngày. Có nhiều cảnh phải cần quay với nhiều hiệu ứng khác nhau, nhất là trong những cảnh quay ngoại cảnh ngoài cửa sổ và cảnh trong xe Mercedes của Miranda và Andrea khi họ đã có một cuộc hội thoại đầy kịch tính.

#### Diễn xuất
Streep có những quyết định quan trọng khi từ chối diễn xuất ở những đặc điểm được cho là quá giống so với nhân vật Anna Wintour khi sử dụng chất giọng của người Mỹ thay vì người Anh như của Wintour (như trong câu "I felt it was too restricting"). Frankel chia sẻ rằng: "Tôi nghĩ bà ấy không muốn mọi người nhầm lẫn nhân vật Miranda Priestly và Anna Wintour một chút nào... Và đó là lý do vì sao mà ngay từ khi thực hiện, bà ấy quyết định chọn một vẻ ngoài và cách chứng tỏ rất khác cho nhân vật này". Từ câu cửa miệng "that's all", "please bore someone else..."; hay việc vứt áo choàng lên bàn của Andrea và hủy bỏ bữa trưa với thịt nướng đều là những điều không có ở tiểu thuyết gốc. Trước đó, Streep nghiên cứu các quyển sách của Wintour, Liz Tilberis và Diana Vreeland. Bà cũng giảm cân trong suốt quá trình ghi hình để mặc vừa những bộ quần áo trong phim.

Streep và Hathaway trong một cảnh phim.

Hathaway chuẩn bị cho vai diễn này bằng việc tự nguyện tham gia làm trợ lý cho một nhà đấu giá; Frankel chia sẻ rằng cô ấy vô cùng "khiếp sợ" trước khi bắt đầu cảnh đầu tiên cùng với Streep. Bà trước đó kết thân cùng với Hathaway bằng việc mở lời "Tôi nghĩ cô là người hoàn hảo cho vai diễn này và tôi rất vui mừng vì chúng ta sẽ sắp được hợp tác cùng nhau" và sau đó cảnh báo trước đó là lời tử tế sau cùng mà bà ấy sẽ nói với cô ấy. Streep cũng ứng xử như vậy với tất cả mọi người trong đoàn làm phim lúc đó, khi luôn giữ khoảng cách với họ trừ khi có điều gì cần thiết muốn bàn với họ mà thôi.
Bà cũng là người đề xuất cảnh cuộc họp của các chủ bút, điều mà trong kịch bản không hề có, chỉ có cảnh Miranda một mình tại văn phòng khi Andrea vắng mặt. Bà cũng cho ý tưởng về việc Miranda không trang điểm trong cảnh phân trần tình trạng hôn nhân và gia đình của bà cho Andrea. Cả Hathaway và Emily Blunt đều phải giảm cân cho vai diễn của họ, Hathaway sau đó chia sẻ "Emily Blunt và tôi có thể nhảy bổ vào nhau và khóc vì quá đói".

Emily Blunt trong tạo hình của nhân vật Emily, tạo hình do Patricia Field tạo dựng.

#### Phục trang
Frankel, người từng làm việc cùng Patricia Field trong Miami Rhapsody và Sex and the City, hiểu được phần trang phục của dàn diễn viên trong phim này là một vấn đề quan trọng khi có bối cảnh thuộc về ngành công nghiệp thời trang. "Tôi định thuê cô ta rồi sau đó rời khỏi phòng", anh nói bông đùa như thế. Những nhà thiết kế thời trang tuy không được nhắc đến trong phim, nhưng đều giúp đỡ cho Field rất nhiều. Bắt nguồn từ kinh phí 100,000 đôla Mỹ cho phần phục trang, họ được nhiều bạn bè trong ngành thời trang giúp đỡ, mà sau cùng, cô tin rằng đã có ít nhất 1 triệu đôla Mỹ được bỏ ra cho phần phục trang được sử dụng trong phim, đưa The Devil Wears Prada trở thành một trong những bộ phim có phần phục trang đắt giá nhất từng được ghi nhận trong lịch sử. Món đồ đắt đỏ nhất trong số đó là sợi dây chuyền Fred Leighton mà Streep đeo, với trị giá của nó là 100,000 đôla Mỹ.
Hathaway mặc những bộ quần áo mang những nhãn hiệu nổi tiếng như Chanel, Dolce & Gabbana và Calvin Klein với một vài sự đóng góp từ nhà thiết kế người Li-băng Georges Chakra. Cho dù Field tránh việc khiến Streep trông giống như Wintour, cô vẫn sử dụng phần lớn các sản phẩm từ nhãn hàng Prada để tạo hình cho bà (theo ước tính của Field, 40% giày của Streep đều là từ Prada). Field cũng chia sẻ rằng bà mong muốn cho Miranda mang ảnh hưởng thời trang từ Donna Karan và Michaele Vollbracht.
Tucci chia sẻ ông rất đề cao sự sáng tạo về mặt thời trang của Field trong bộ phim này và nói rằng ông rất thích chiếc cà vạt hiệu Dries van Noten mà ông sử dụng trong phim đến nỗi ông lấy nó đem về nhà.

#### Các sản phẩm sử dụng trong phim
Ngoài những trang phục và phụ kiện thời trang, bộ phim cũng có sử dụng nhiều sản phẩm của thương hiệu nổi tiếng khác.
- Các máy tính trong văn phòng của Runway mang thương hiệu Apple.
- Những chai nước khoáng mang nhãn hiệu San Pellegrino cũng được nhìn thấy từ các văn phòng của Runway.
- Miranda uống cà phê từ một cửa hàng Starbucks gần đó.
- Andrea sử dụng chiếc điện thoại Danger Hiptop 2 (hoặc là T-Mobile Sidekick 2), Miranda sử dụng chiếc điện thoại nhãn hiệu Motorola RAZR V3 màu bạc, Nigel cũng sử dụng cùng một loại điện thoại với bà.
- Cả hai đều thường xuyên sử dụng xe Lincoln Town Car và Mercedes-Benz S-Class S550.
- Có cảnh Anne Hathaway đang lái một chiếc Porsche 911 Carrera Cabriolet.
- Andrea tặng cô bạn của mình một chiếc điện thoại Bang & Olufsen.

#### Địa điểm ghi hình

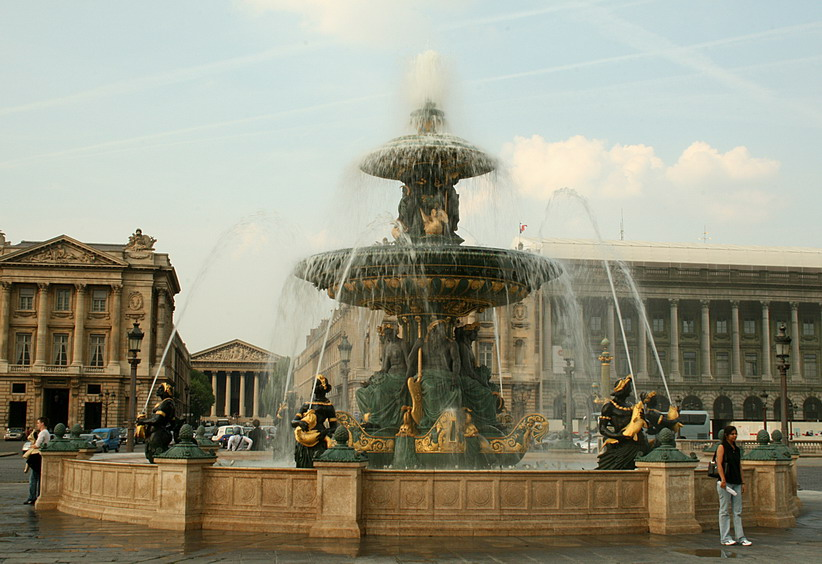
Địa điểm tại đài phun nước ở Quảng trường Concorde mà bộ phim đã ghi hình.

##### Tại New York
- Tòa nhà News Corporation trên Đại lộ thứ sáu được sử dụng cho nhiều ngoại cảnh và cảnh phòng ngoài của tòa nhà Elias-Clarke.
- Các văn phòng của Runway được lấy một phần từ tòa nhà trụ sở của hãng Fox.[5]
- Quán ăn tự phục vụ của Elias-Clarke là quán thuộc văn phòng của hãng Reuters tại Manhattan.[5]
- Căn hộ của Nate và Andy tọa lạc tại Lower East Side.[20]
- Nhà hàng mà Nate làm việc (cũng là nơi mà Andrea, Doug và Lily dùng bữa) là tại tòa nhà TriBeCa.[20]
- Căn nhà Smith & Wollensky và nhà bếp của nó cũng được sử dụng.[5]
- Phòng triển lãm của The Calvin Klein được sử dụng trong những cảnh bị cắt.[22]
- Xưởng làm việc của Holt là căn gác xép của một nhà thiết kế thật ngoài đời.[20]
- Bảo tàng Lịch sử Tự nhiên Hoa Kỳ là nơi được sử dụng cho những cảnh ngoại cảnh, trong khi phòng ngoài của quảng trường Foly được sử dụng cho những cảnh nội cảnh.[5]
- Căn nhà cổ của Priestly tọa lạc tại Upper East Side và là nhà của một người bạn của Finerman.[20]
- Chuyến tàu của hãng Amtrak mà hai đứa con gái song sinh của Miranda bắt đang trên đường tới Sông Hudson.
- Streep bước ra khỏi chiếc limousine tại Paris, tại Đường thứ 77 và tại Central Park West.
- Tòa soạn của tờ New York Mirror mà Andrea xin phỏng vấn ở cuối phim chính là tòa soạn của tờ New York Sun.[5]
- Quán cà phê mà Andy tới xin lỗi Nate là quán Mayrose tọa lạc tại 920 Broadway (gần tòa nhà Flatiron), mà hiện nay đã đóng cửa.

##### Tại Paris
Đoàn làm phim đến Paris ghi hình trong vòng hai ngày và chỉ quay ngoại cảnh. Streep không tham gia đến đó cùng họ.
- Đài phun nước mà Andy ném điện thoại xuống tọa lạc tại Quảng trường Concorde (ảnh trên)
- Tất cả các khách sạn mà họ quay nội cảnh thật ra là ở St. Regis tại Manhattan. Buổi trình diễn thời trang được ghi hình tại phim trường ở quận Queens.[5]

### Âm nhạc
Một album bao gồm các ca khúc trong phim mang tên The Devil Wears Prada (Music from the Motion Picture) được phát hành bởi Warner Brothers/WEA vào ngày 11 tháng 7 năm 2006. Nó có bao gồm nhiều bài hát thịnh hành của ban nhạc U2 và Madonna, cũng như những bài hát của Alanis Morissette và Jamiroquai được sử dụng trong nhiều cảnh quan trọng trong phim. Bộ phim cũng có sự xuất hiện của bản phối của Blackliquid cho đĩa đơn ăn khách của DJ Colette mang tên "Feelin' Hypnotized". "Suddenly I See" của KT Tunstall không có mặt trong album này, cho dù được chơi trong đoạn giới thiệu đầu phim, cùng với hàng loạt các bài hát khác như "Our Remains" của Bitter:Sweet và "Jump" của Madonna, khiến nhiều người mua đĩa nhạc này tỏ ra thất vọng.
Ngoài album này ra, còn có một album nhạc phim do Theodore Shapiro đảm nhiệm, với phần thực hiện phần lớn được dựa trên đàn guitar và bộ gõ và phần nhạc nền được thu hoàn toàn bởi một dàn nhạc giao hưởng nhằm giữ nguyên âm thanh mang hơi hướng đương đại của nó. Sau cùng, ông viết tổng cộng 35 phút nhạc cho bộ phim này, sau đó được thu âm bởi Hollywood Studio Symphony và do Pete Anthony đảm nhiệm. Frankel từng muốn sử dụng "City of Blinding Lights" trong bộ phim từ khi ông sử dụng nó trong phần âm nhạc của một đoạn video tư liệu về các cảnh quay tại Paris mà ông tập hợp lại sau khi tham gia hướng đạo tại đó.
| STT              | Nhan đề                                  | Performers                              | Thời lượng |
| ---------------- | ---------------------------------------- | --------------------------------------- | ---------- |
| 1.               | "Vogue"                                  | Madonna                                 | 5:19       |
| 2.               | ""Bittersweet Faith""                    | Bitter:Sweet                            | 4:20       |
| 3.               | "City of Blinding Lights"                | U2                                      | 5:44       |
| 4.               | "Seven Days in Sunny June"               | Jamiroquai                              | 4:00       |
| 5.               | "Crazy"                                  | Alanis Morissette                       | 3:38       |
| 6.               | "Beautiful"                              | Moby                                    | 3:10       |
| 7.               | "How Come"                               | Ray LaMontagne                          | 4:28       |
| 8.               | "Sleep"                                  | Azure Ray                               | 5:00       |
| 9.               | "Feelin' Hypnotized (Blackliquid Remix)" | DJ Colette                              | 4:55       |
| 10.              | "Tres Tres Chic"                         | Mocean Worker                           | 3:39       |
| 11.              | "Here I Am (Kaskade Remix)"              | David Morales hợp tác cùng Tamra Keenan | 3:38       |
| 12.              | "Suite from The Devil Wears Prada"       | Theodore Shapiro                        |            |
| Tổng thời lượng: | Tổng thời lượng:                         | Tổng thời lượng:                        | 54:13      |

| Phiên bản dàn nhạc Oscar | Phiên bản dàn nhạc Oscar                | Phiên bản dàn nhạc Oscar |
| STT                      | Nhan đề                                 | Thời lượng               |
| ------------------------ | --------------------------------------- | ------------------------ |
| 1.                       | "She's On Her Way"                      | 2:00                     |
| 2.                       | "End Of The Interview"                  | 0:24                     |
| 3.                       | "Up And Down"                           | 0:39                     |
| 4.                       | "Go To Calvin Klein, Hermes And Others" | 1:01                     |
| 5.                       | "You're Already Late"                   | 1:06                     |
| 6.                       | "Intensive Week"                        | 1:25                     |
| 7.                       | "A Plane For Miranda"                   | 1:21                     |
| 8.                       | "She Hates Me, Nigel!"                  | 1:02                     |
| 9.                       | "The New Look Of Andrea"                | 2:24                     |
| 10.                      | "James Holt's Collection"               | 1:42                     |
| 11.                      | "The Book To My Home Tonight Andrea !"  | 0:32                     |
| 12.                      | "In Miranda's House"                    | 2:03                     |
| 13.                      | "Andrea Goes Upstairs"                  | 0:48                     |
| 14.                      | "The Harry Potter Manuscript"           | 2:07                     |
| 15.                      | "Meet You At The St. Regis"             | 1:15                     |
| 16.                      | "That's All !"                          | 0:29                     |
| 17.                      | "The Gala Preparation"                  | 0:44                     |
| 18.                      | "You're... You're A Vision !"           | 1:14                     |
| 19.                      | "Just For One Drink"                    | 1:17                     |
| 20.                      | "You Look Very Pretty"                  | 0:55                     |
| 21.                      | "Emily's Accident"                      | 1:16                     |
| 22.                      | "Is There Anything Else I Can Do?"      | 1:18                     |
| 23.                      | "Christian And Andrea"                  | 1:17                     |
| 24.                      | "At The Hotel"                          | 0:34                     |
| 25.                      | "Andrea Find The Mockup"                | 1:14                     |
| 26.                      | "Andrea Can't Speak To Miranda"         | 1:43                     |
| 27.                      | "The New President: Jacqueline Follet"  | 2:48                     |
| 28.                      | "Miranda And Andrea"                    | 2:12                     |
| 29.                      | "Nate And Andrea"                       | 0:56                     |
| 30.                      | "You Must Have Done Something Right"    | 1:02                     |
| 31.                      | "Go"                                    | 3:14                     |
| 32.                      | "End Titles"                            | 1:58                     |

Các bài hát xuất hiện trong phim nhưng không nằm trong album
- "Blue at Couch" - Kenji Nakamura
- "Dance Floor (bản phối lại của Le D)" - The Tao of Groove
- "Every Angel" - The Push Stars
- "I Don't Love Anyone" - Belle & Sebastian
- "Jump" - Madonna
- "Les Yeux Ouverts (Dream a Little Dream)" - The Beautiful South
- "Our Remains" - Bitter:Sweet
- "Suddenly I See" by KT Tunstall
- "Time Will Tell" - The Good Listeners
- "Vato Loco" - Latin Soul Syndicate
- "Yeah Yeah Brother" - Black Grape

Những người thực hiện

## Quảng bá
Hãng 20th Century Fox thực hiện hai hoạt động quảng bá cho bộ phim này trước khi phát hành vào tháng 6 năm 2006. Đầu tiên là cho ra mắt áp phích phim với hình tượng chiếc giày cao gót đỏ với chiếc đế giày hình chiếc chĩa găm. Áp phích tạo được ấn tượng cho người xem và trở thành một "biểu tượng" (theo lời của Finerman), được sử dụng chính thức như một thương hiệu cho toàn thể các sản phẩm khác của phim như bìa đĩa DVD và nhạc phim và thâm chí là cả tái bản của cuốn tiểu thuyết.
Tiếp đó, một đoạn phim giới thiệu nhiều cảnh trong phim được phát hành với độ dài 3 phút, có bao gồm cảnh gặp mặt đầu tiên của Miranda và Andrea. Đoạn phim này được sử dụng trong nhiều buổi giới thiệu hay tại các lễ hội phim ảnh lớn nhỏ mà không có phiên bản nào khác.

## Tiếp nhận

### Đánh giá chuyên môn

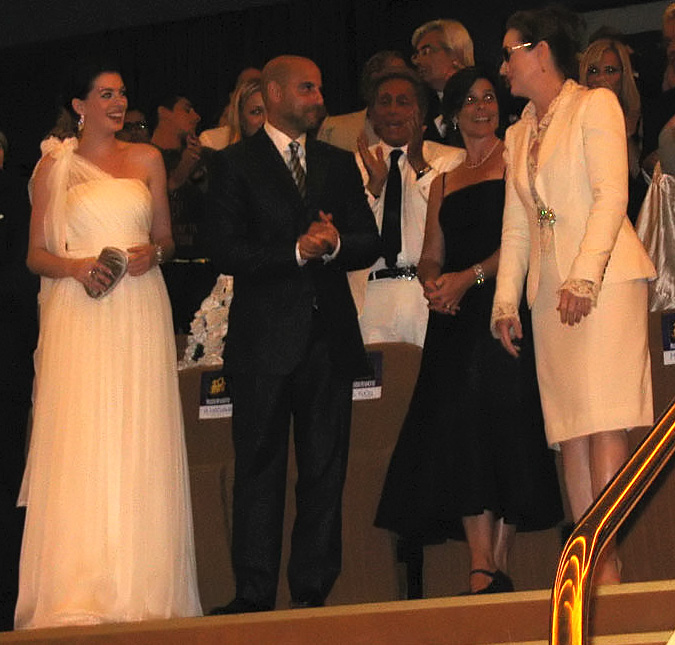
Dàn diễn viên chính của phim The Devil Wears Prada tại buổi công chiếu tại Venice, hàng trước: (từ trái sang) Anne Hathaway, Stanley Tucci, Lisa Tucci và Meryl Streep. Valentino có thể được nhìn thấy ở phía sau, đứng giữa Stanley và Lisa Tucci và Beatrice Borromeo có thể được nhìn thấy ở bên trái của Stanley Tucci.

Trang Metacritic cho bộ phim số điểm 62/100, dựa trên 40 bài đánh giá. Bộ phim còn giữ 76% đánh giá tích cực trên trang Rotten Tomatoes, với 185 bài đánh giá. Những đánh giá ban đầu của bộ phim chủ yếu đều tập trung vào phần diễn xuất của Streep, khi tán dương bà trong việc đưa một nhân vật lãnh cảm trở nên phức tạp hơn so với trong tiểu thuyết. A. O. Scott từ The New York Times đánh giá cao tạo hình của nhân vật Miranda và cho rằng "Bà không chỉ là hiện thân của sự tàn độc mà còn là biểu tượng của sự cao quý, vẻ uy quyền và sự duyên dáng một cách bất ngờ". Kyle Smith cũng cho một đánh giá tích cực khi cho rằng chính Streep "bất ngờ tạo dựng một nhân vật của chính mình". Jack Mathews từ Daily News cho rằng "Wintour nên cảm thấy hãnh diện vì được Streep thủ vai bà".

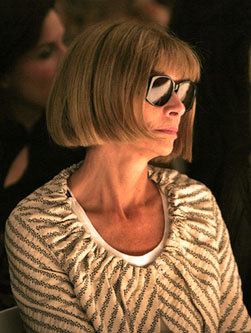
Anna Wintour, người được xem như là nguồn cảm hứng cho nhân vật Miranda, ban đầu hoài nghi về bộ phim này lại tỏ ra yêu thích nó.

### Anna Wintour
Chính Anna Wintour đến dự buổi công chiếu của phim tại New York, bà mặc đồ của hãng Prada. Bạn của bà, Barbara Amiel kể chính bà nói sẽ đặt đĩa DVD của bộ phim này. Trong một buổi phỏng vấn cùng Barbara Walters vào đúng ngày phát hành DVD của phim này, bà cho rằng bộ phim này "thú vị" và nói rằng bà rất trân trọng sự thể hiện một cách "dứt khoát" tự nhiên của Streep.

### Thị trường quốc tế
Tiểu thuyết của Weisberger được chuyển thể sang 37 ngôn ngữ khác nhau, khiến cho bộ phim này có một tiềm năng lớn ở thị trường nước ngoài. Sau cùng, chính thị trường quốc tế chiếm 60% tổng doanh thu của phim.
The Devil Wears Prada dẫn đầu các bảng xếp hạng trong lần phát hành tại khu vực châu Âu vào ngày 9 tháng 10, sau lần phát hành mạnh mẽ tại Châu Đại dương và Mỹ La-tinh. Nó là bộ phim có doanh thu cao thứ 5 trong cuối tuần đó tại Anh, Tây Ban Nha và Nga, với tổng cộng 41.5 triệu đôla. Việc phát hành tại khu vực châu Âu giúp nó đứng đầu các bảng xếp hạng nước ngoài trong suốt tháng đó.

### Thương mại
Trong thời điểm cuối tuần phát hành, bộ phim được công chiếu trên 2,847 phòng chiếu và đạt được 27 triệu đôla Mỹ, chỉ đứng sau một bộ phim có kinh phí lớn khác tên là Superman Returns và tăng thêm 13 triệu đôla Mỹ nữa vào tổng doanh thu trong tuần lễ đầu tiên. Thành công này khiến hãng Fox mở rộng thêm 35 phòng chiếu nữa trong tuần kế tiếp. Sau cùng, tổng doanh thu của nó tại thị trường Bắc Mỹ và Canada đạt 125 triệu đôla Mỹ cùng với tổng doanh thu trên toàn cầu đạt hơn 325 triệu đôla Mỹ, trở thành bộ phim đạt doanh thu cao nhất của Meryl Streep, sau đó bị phá vỡ bởi Mamma Mia vào năm 2008, và của cả Anne Hathaway, trước khi Alice in Wonderland và Get Smart phá vỡ.

### Giải thưởng và đề cử
Ba tháng sau ngày phát hành phim tại khu vực Bắc Mỹ, Frankel và Weisberger được đến dự lễ trao giải Quill và đã nhận giải "Chuyển thể từ sách ăn khách thành phim" của Variety. Bộ phim còn được vinh danh trong danh sách "10 bộ phim xuất sắc nhất của năm" bởi National Board of Review và Viện phim Hoa Kỳ.
Phần diễn xuất của Meryl Streep và Emily Blunt được đề cử cho nhiều giải thưởng lớn nhỏ trong năm 2006. Như tại Giải Quả cầu vàng lần thứ 64, bộ phim mang về cho Streep giải "Nữ diễn viên chính phim ca nhạc hoặc phim hài xuất sắc nhất", cùng 2 đề cử khác cho "Phim ca nhạc hoặc phim hài hay nhất" và "Nữ diễn viên điện ảnh phụ xuất sắc nhất" cho Blunt.
Streep sau đó còn được đề cử cho hạng mục "Nữ diễn viên chính xuất sắc nhất" tại Giải thưởng của Hội Diễn viên Điện ảnh lần thứ 13 và bốn ngày sau đó giành giải cho "Nữ diễn viên phụ xuất sắc nhất" cho sự góp mặt của bà trong Devil lẫn A Prairie Home Companion tại lễ trao giải National Society of Film Critics năm 2006. Với lần đề cử thứ 14 trong mùa giải Oscar lần thứ 79 với hạng mục "Nữ diễn viên chính xuất sắc nhất" của Streep, bà tiếp tục phá vỡ kỷ lục là người có lượng đề cử nhiều nhất trong lịch sử giải Oscar trước đây với 13 giải.
Phần sản xuất của phim được vinh danh, với đề cử cho "Kịch bản chuyển thể xuất sắc nhất" tại Writers Guild of America Award vào ngày 11 tháng 1 năm 2007 và 2 đề cử dành cho Thiết kế phục trang xuất sắc nhất tại Giải Oscar và BAFTA dành cho Patricia Field.
| Giải thưởng                           | Hạng mục                                                    | Nội dung đề cử                     | Kết quả   |
| ------------------------------------- | ----------------------------------------------------------- | ---------------------------------- | --------- |
| Giải Quill                            | Giải thưởng Phim chuyển thể từ sách xuất sắc của Variety    | The Devil Wears Prada              | Đoạt giải |
| Giải Quả cầu vàng                     | Phim ca nhạc hoặc phim hài hay nhất                         | The Devil Wears Prada              | Đề cử     |
| Giải Quả cầu vàng                     | Nữ diễn viên điện ảnh phụ xuất sắc nhất                     | Emily Blunt                        | Đề cử     |
| Giải Quả cầu vàng                     | Nữ diễn viên chính phim ca nhạc hoặc phim hài xuất sắc nhất | Meryl Streep                       | Đoạt giải |
| Screen Actors Guild Award             | Nữ diễn viên chính xuất sắc nhất                            | Meryl Streep                       | Đề cử     |
| Giải National Society of Film Critics | Nữ diễn viên phụ xuất sắc nhất                              | Meryl Streep                       | Đoạt giải |
| Giải Writers Guild of America         | Kịch bản chuyển thể xuất sắc nhất                           | Aline Brosh McKenna                | Đề cử     |
| Giải BAFTA                            | Nữ diễn viên chính xuất sắc nhất                            | Meryl Streep                       | Đề cử     |
| Giải BAFTA                            | Nữ diễn viên phụ xuất sắc nhất                              | Emily Blunt                        | Đề cử     |
| Giải BAFTA                            | Trang điểm và làm tóc xuất sắc nhất                         | Angel De Angelis & Nicki Ledermann | Đề cử     |
| Giải BAFTA                            | Kịch bản chuyển thể xuất sắc nhất                           | Aline Brosh McKenna                | Đề cử     |
| Giải BAFTA                            | Thiết kế phục trang xuất sắc nhất                           | Patricia Field                     | Đề cử     |
| Giải Oscar                            | Thiết kế phục trang đẹp nhất                                | Patricia Field                     | Đề cử     |
| Giải Oscar                            | Nữ diễn viên chính xuất sắc nhất                            | Meryl Streep                       | Đề cử     |